# Волф фон Алфинген
Волф фон Алфинген (на немски: Wolf von Alfingen; † 1547) e благородник от род Алфинген с резиденция водния дворец Васералфинген в днешния Васералфинген, част от град Аален в Баден-Вюртемберг.
Господството Алфинген е купено през 1553 г. от пропстай Елванген. Господството отива през 1802/1803 г. на Кралство Вюртемберг.

## Фамилия
Волф фон Алфинген се жени за Маргарета фон Рехберг († 1540), дъщеря на Албрехт фон Рехберг-Илерайхен († 1510) и Мая Гюс фон Гюсенберг († 1521). Бракът е бездетен.